# Marinepütz
Die Marinepütz ist ein Instrument zur Messung der Meeresoberflächentemperatur (auch SST genannt nach engl. Sea Surface Temperature). Sie besteht aus einem Gummieimer, der Pütz, mit einem fest montierten Thermometer darin und wird für Messungen bis zu einem Meter Wassertiefe verwendet. Das Gerät wird an einem entsprechend langen Seil vom Vorschiff aus ins Wasser geworfen und nach einigen Minuten zur Ablesung der Temperatur wieder eingeholt. Die Verwendung ist seit der Einführung anderer Messmethoden stark zurückgegangen.